# 亞歷山大·康斯坦丁諾維奇·彼得羅夫
亞歷山大·康斯坦丁諾維奇·彼得罗夫（1957年7月17日—），俄羅斯動畫導演、動畫師，出生在雅羅斯拉夫爾州，曾經獲得奧斯卡最佳動畫短片獎。

## 生平
亞歷山大·彼得罗夫出生在雅羅斯拉夫爾州鄉村，後來則生活在雅羅斯拉夫爾州的首府雅羅斯拉夫爾。他於州立電影及電視學院學習藝術，並在莫斯科高等編劇及導演學校師從著名動畫師尤里·諾里斯金。
他在1989年完成首部動畫作品《母牛》（‎），這是改編自蘇聯文學家安德烈·普拉托諾夫（Андрей Плато́нов）的作品，並獲得奧斯卡最佳動畫短片獎的提名。亞歷山大·彼得罗夫也在1992年及1997年完成《狂人之夢》（Сон смешного человека）及《美人魚》（Русалка）這兩部作品，它們分別改編自杜思妥也夫斯基的《罪與罰》及俄罗斯民间传说（一说为普希金同名诗歌）。1998年，《美人魚》获得萨格勒布国际动画电影节最佳动画短片奖。
亞歷山大·彼得罗夫後來前往加拿大發展，將美國著名小說家海明威的經典《老人與海》改編成20分鐘的短篇動畫。這部作品展現高度的技術層次，完全玻璃上創作，亞歷山大·彼得罗夫用自己的指尖當作為畫筆塗抹油彩，而他也是世界上唯一使用自己的指尖來塗抹油彩的動畫師。《老人與海》（Старик и море）受到世界各地高度的讚譽，並獲得奧斯卡最佳動畫短片獎及安錫國際動畫影展最佳動畫短片獎。
他後來回到雅羅斯拉夫爾，並在花費三年時間後，於2006年春天完成了動畫《{le|我的爱 (動畫)|My Love (2006 film)|我的爱}}》（Моя любовь），這部作品是根據蘇聯作家伊萬·詩曼利昂（Ива́н Серге́евич Шмелёв）的小說《我的爱》所改編。《我的爱》在當年8月27日於廣島國際動畫影展首映，最後獲得評審團特別獎的肯定。

## 特色
亞歷山大·彼得罗夫的作品風格從1980年代末期開始發展，帶有濃厚的浪漫寫實派風格。動畫中的人物、動物及風景都已非常寫實的風格表現出來。雖然在許多動畫劇情中，他會描寫人物的內心情緒及夢境。例如在《老人與海》，亞歷山大·彼得罗夫也描述漁夫夢見旗魚與他一起優游在大海與天空當中。彼得罗夫動畫的另一個特色，是在於他的作品全都在玻璃上創作，使用自己的指尖當作為畫筆塗抹油彩。而且他均以經典文學來當作動畫的題材，具有強烈的個人風格。

## 作品
- 1989年：《母牛》（Корова）
- 1992年：《狂人之夢》（Сон смешного человека）
- 1997年：《美人魚》
- 1999年：《老人與海》（Старик и море）
- 2003年：《冬之日》（Зимние дни）
- 2006年：《初戀》（Моя любовь）

## 外部連結
- Aleksandr Petrov在互联网电影资料库（IMDb）上的資料（英文）
- Pascal Blais Studio - here you can see clips of Petrov's films (enter the English site, then click on "directors")
- Aleksandr Petrov（页面存档备份，存于） at animator.ru
- English interview with AWN
- Trailer for the upcoming Ghibli DVD release of "My Love" （页面存档备份，存于）
- FIPRESCI review of "My Love"
- （俄文）Interview about his latest film (August 17, 2006) （页面存档备份，存于）
- Fragment from Aleksandr Petrov's My Love with Esperanto subtitles